# Laville-aux-Bois
Laville-aux-Bois è un comune francese di 226 abitanti situato nel dipartimento dell'Alta Marna nella regione del Grand Est.

## Società

### Evoluzione demografica
Abitanti censiti